# 몬손
몬손(스페인어: Monzón)은 스페인 아라곤 지방에 위치한 도시로 인구는 17,176명(2014년 기준)이다. 행정 구역상으로는 우에스카 주에 속한다.